# Umbigo
O umbigo é a cicatriz resultante da queda fisiológica (natural) do coto umbilical, e costuma manifestar-se como uma depressão na pele. Por ser uma cicatriz, é possível diferenciar irmãos gêmeos a partir dos umbigos, uma vez que as cicatrizes não são provocadas pela genética.
A palavra umbigo tem sua origem no latim umbilīcus, diminutivo de umbo, com o sentido de saliência arredondada em uma superfície; foi escrita pela primeira vez em um documento oficial em 1563. Importante destacar que o umbigo não é uma exclusividade dos humanos: todos os mamíferos que têm placentas possuem umbigos;
Em humanos, a queda do coto umbilical ocorre após uma semana do nascimento, mas pode ter uma espera de até três semanas. Ao cair, forma o umbigo do bebê.
É também uma zona erógena, devido a alta sensibilidade que existe ao redor de sua área. De acordo com o psicólogo Leon F. Seltzer, “o fato de ver o umbigo e a área ao seu redor pode ser muito atraente para um parceiro”.

## Ponto de vista médico
Atualmente, o umbigo é utilizado como via de acesso na realização de laparoscopias e intervenções semelhantes, enquanto que o cordão umbilical interessa sobretudo como indicador da existência de alguma anomalia, já que se é curto ou longo demais, pode ser origem de algumas complicações obstétricas.[carece de fontes?] De outro lado, depois do parto é conveniente revisar o cordão por dois motivos: por ele circulam duas artérias e uma veia, e se uma das artérias não está presente, ou então é muito rudimentar, isto pode ser um indício de alguma anomalia fetal, enquanto a existência de nódulos na extensão do cordão podem indicar uma hipóxia fetal. Tais análises também são possíveis por meio da fetoscopia.[carece de fontes?] O cordão umbilical também pode ser um repositório de células sanguíneas com grande potencial de uso em casos de, por exemplo, leucemia.

## Origem
Existem profundas discussões cientificas a respeito da origem da palavra umbigo, alguns estudos apontam que a palavra se originaria na antiga crença cristã de que o espirito da vida entraria no corpo através do cordão umbilical, a centelha divina seria divida do corpo da mãe e através do cordão, adentraria no feto, por isso a palavra umbigo (um do radical latino uno + bigus, antiga palavra grega correspondente a bebê).

## Tipos e formatos

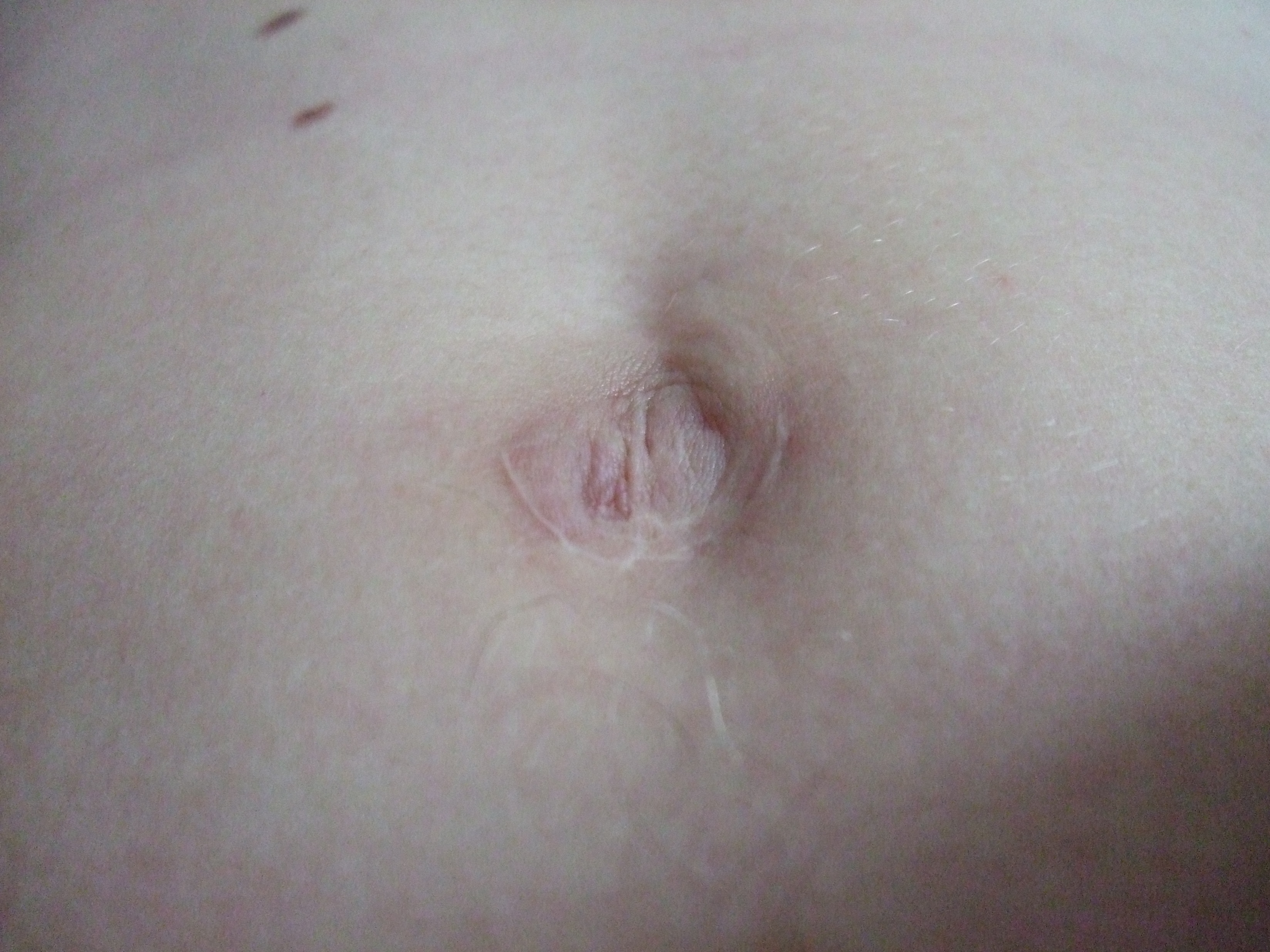
Um exemplo de uma hérnia umbilical congênita, que faz parecer que o bebê não tem umbigo.

O formato dos umbigos está associado à maneira como o cordão umbilical foi cortado e cicatrizou após o nascimento. Embora o umbigo seja único para cada indivíduo devido a ser uma cicatriz, várias formas gerais foram classificadas por médicos e especialistas. Embora quase 100% dos seres humanos tenha um umbigo, há um defeito chamado hérnia umbilical que pode causar a ausência dele. Esta condição faz com que os intestinos atravessem a parede intestinal, o que, portanto, requer intervenção cirúrgica, que faz parecer que o bebê não tem umbigo. A modelo Karolina Kurkova é um exemplo de uma pessoa que aparenta não ter umbigo. Os tipos de umbigo são:
- Para fora ou Outie: Um umbigo que consiste na ponta umbilical que se projeta para além da pele periumbilical é um outie, essencialmente qualquer umbigo que não seja côncavo. Estima-se que entre 5%% e 10% da população mundial tenha umbigos “para fora”;[2]
- Arredondado ou Buraquinho: os umbigos redondos são completamente circulares, sem capuz.
- Forma vertical: alguns umbigos apresentam-se na forma de um paralelo oco mais alongado com a linha alba.
- Ovalado: Esta forma consiste em três variantes; Capuz superior, capuz inferior, sem capuz.
- Em formato de T (T-shaped): Como o nome indica, a cicatriz é na forma de um T, e pode ter capuz superior em vários graus. Segundo uma pesquisa publicada em janeiro do ano 2000, esse foi o umbigo eleito pelos cientistas como esteticamente ideal para mulheres.[2]
- Horizontal: A cicatriz é menos visível à medida que as linhas naturais da interseção tendinosa se dobram sobre a cicatriz.
- Swirly / Swirl: Uma forma incomum na qual a cicatriz umbilical forma literalmente um redemoinho.
- Distorcido: qualquer um que não se encaixe bem em nenhuma das outras categorias.

Também pode acontecer de os umbigos em forma de “buraquinho” ficarem para fora. Essa é uma curiosa “transformação” que pode ser observada durante a gravidez. Muitos retornam à sua forma original após o parto.

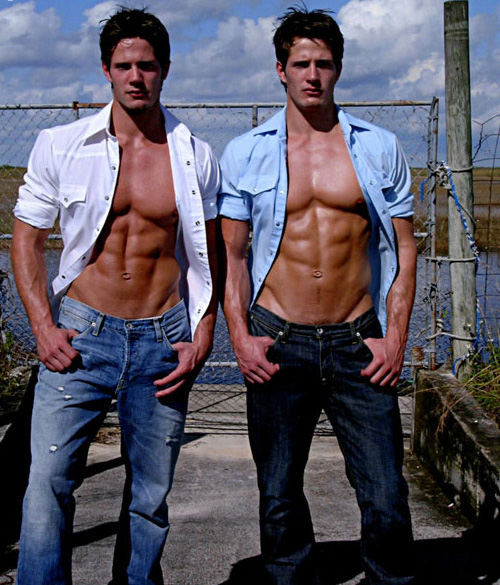
Os irmãos Carlson Twins [en] tem um umbigo em formato swirl
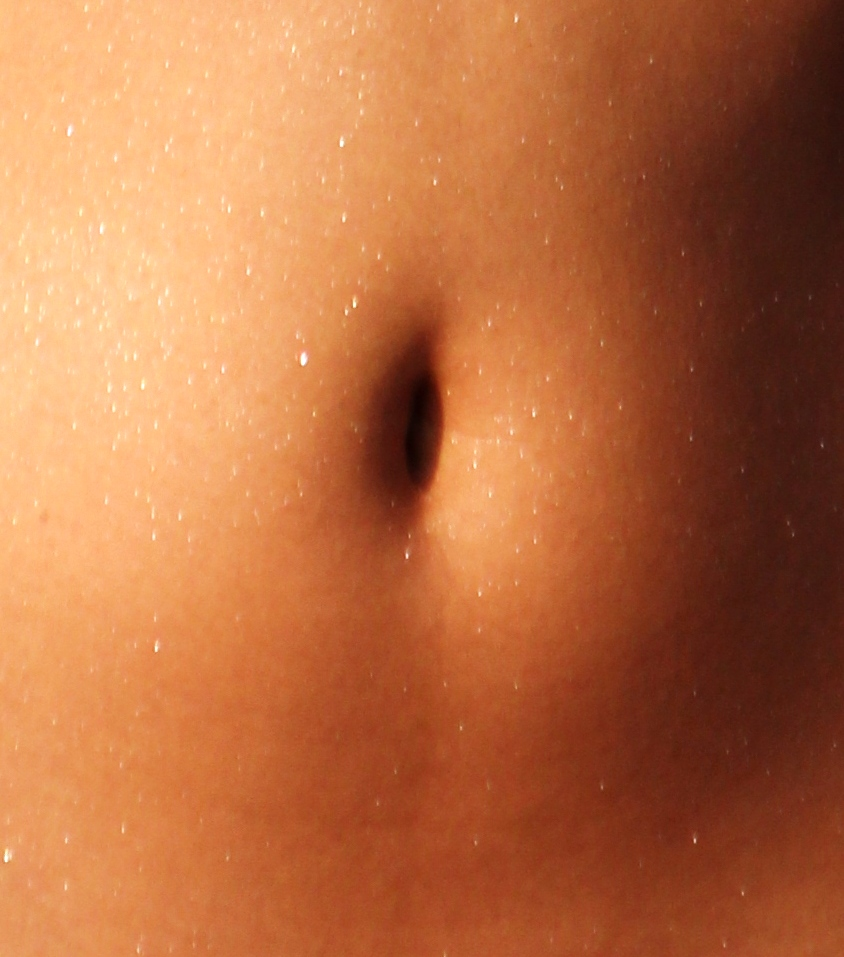
Um umbigo em formato vertical
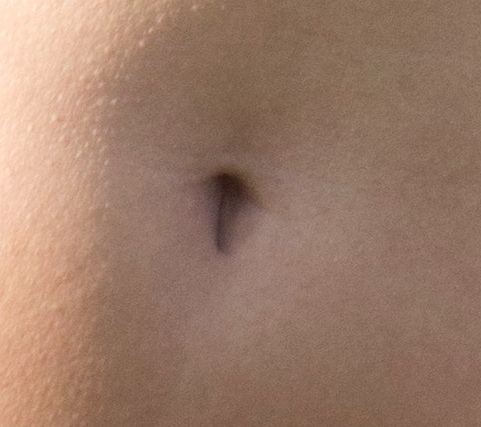
Um exemplo de umbigo em formato de T
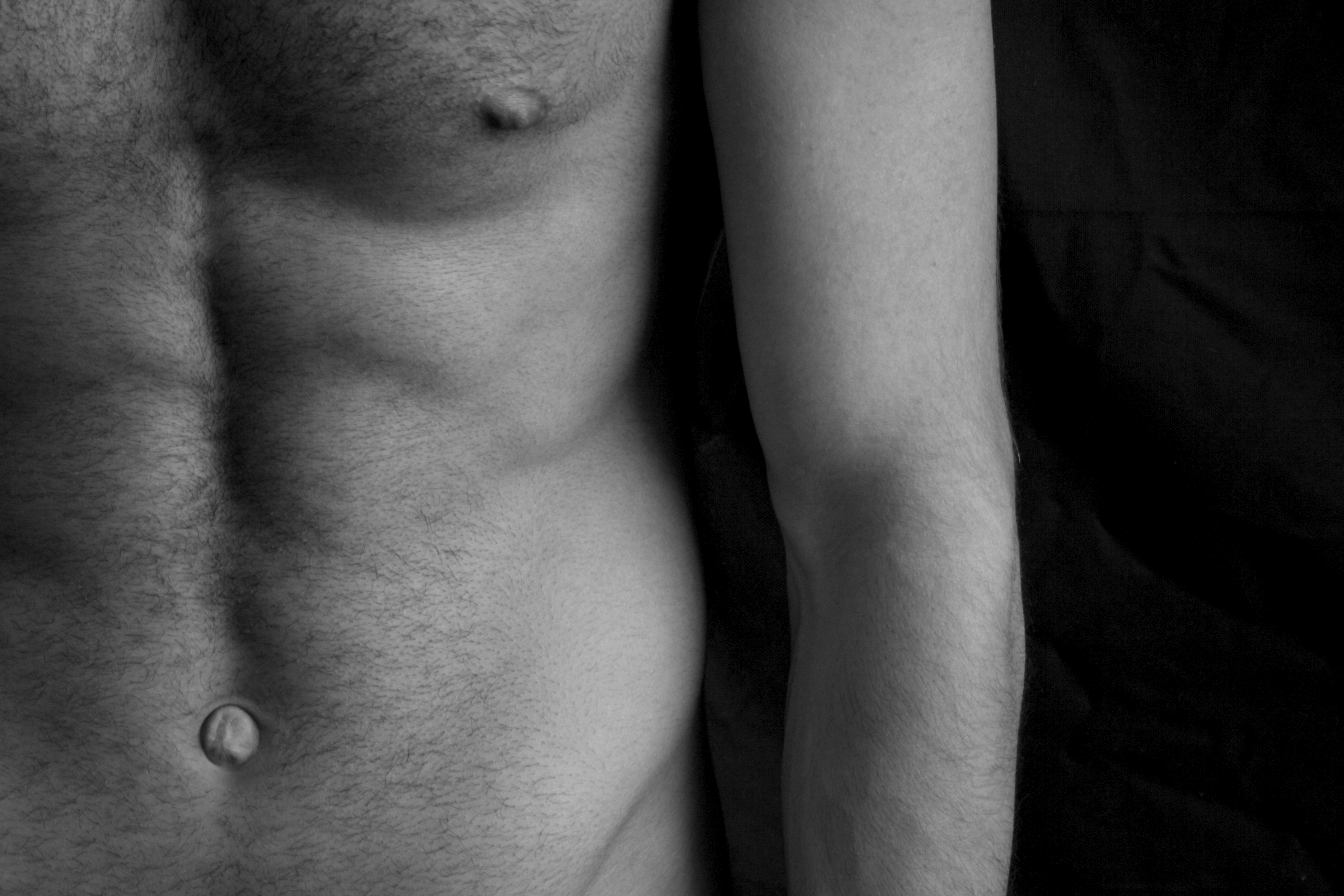
Uma das muitas variações de um umbigo para fora
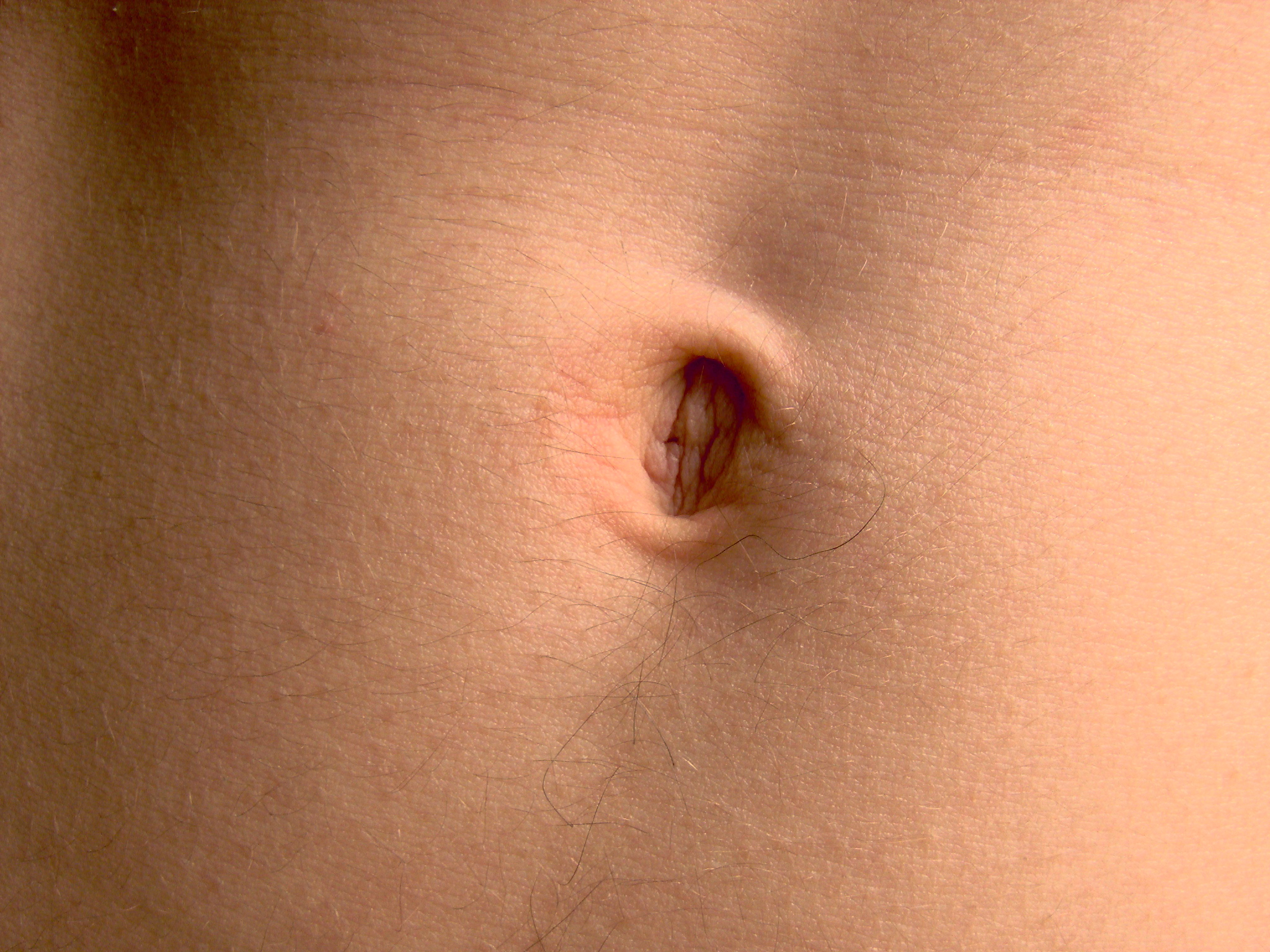
Exemplo de um umbigo ovalado com capuz superior.
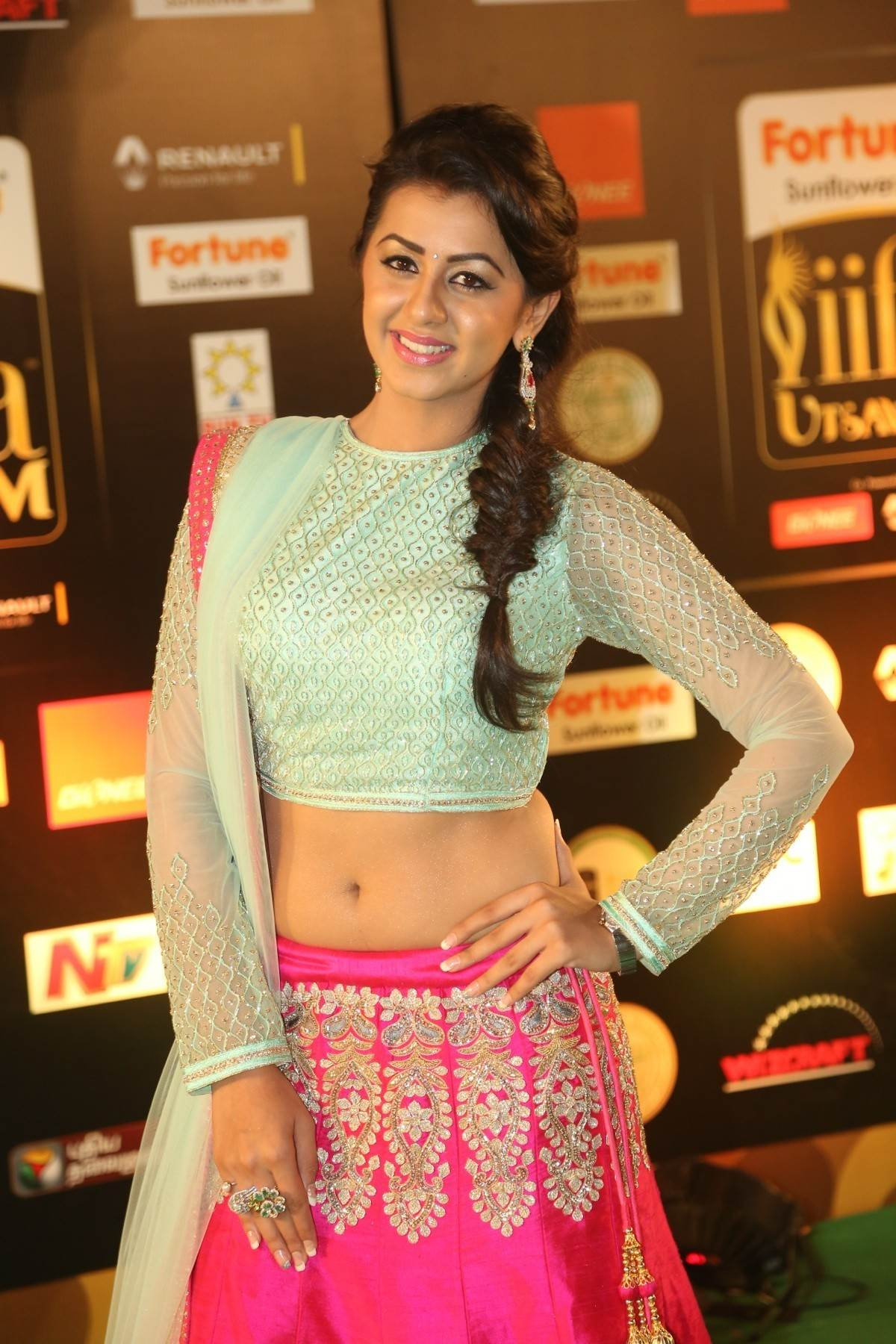
A atriz indiana Nikki Galrani [en] e seu umbigo em formato arredondado.

## Cultura
Na Grécia Antiga, era comum as pessoas meditarem contemplando o próprio umbigo. Eles acreditavam isso acalmava a alma. O monge grego cristão do Monte Athos usava esse método para ter uma visão maior da glória divina. A esse tipo de meditação dá-se o nome de hesicasmo.
O famoso pintor italiano Michelangelo foi chamado de herege por desenhar um umbigo no Adão em sua famosa pintura criada no teto da Capela Sistina. Considerando que Adão e Eva foram os primeiros humanos a caminhar sobre a Terra e não nasceram de ninguém, eles não poderiam ter umbigos.
Roupas que expõem o umbigo são usuais, especialmente entre mulheres jovens, principalmente devido ao uso do piercing. A exposição do umbigo foi um tabu na sociedade ocidental, por ter sido considerado um estímulo visual erótico.[carece de fontes?]
Desde os clássicos latinos, umbilicus designa também o meio, o ponto central de alguma coisa e, nesse sentido, são inúmeras as acepções do vocábulo que se transferiram a outras línguas.[carece de fontes?] Seu significado sempre foi especial na mente humana, por representar o elo biológico que liga a mãe ao filho e expressar a relação de dependência entre uma vida e outra. No subconsciente, o umbigo simboliza a vinculação do ser com o mundo exterior e identifica-se com o centro do corpo.
Uma preocupação comum, ainda que inofensiva, é a formação de fiapos de tecido no umbigo, a ponto de este ter sido o assunto em sérios experimentos científicos, assim como em experimentos mais questionados, como o do pesquisador australiano Karl Kruszelnicki. Para tal pesquisa ele estudou o umbigo de mais de 4800 pessoas. A pesquisa rendeu um prémio IgNobel, que é conferido aos estudos mais estranhos e esquisitos (que não podem ou não devem ser reproduzidos).
O estudo constatou que:
- 2/3 das pessoas têm fiapos no umbigo
- pessoas mais velhas tem mais fiapos no umbigo
- maior incidência em homens do que em mulheres
- existe uma relação entre a cor dos fiapos e a cor da pele, pessoas de pele clara têm fiapos claros.
- o tipo de pele não afeta a incidência de fiapos
- a presença de fiapos está muito ligada a quantidade de pelos na pessoa. Muitos ou poucos pelos influenciam a quantidade de fiapos.
- não existe relação com o porte físico

## Moda

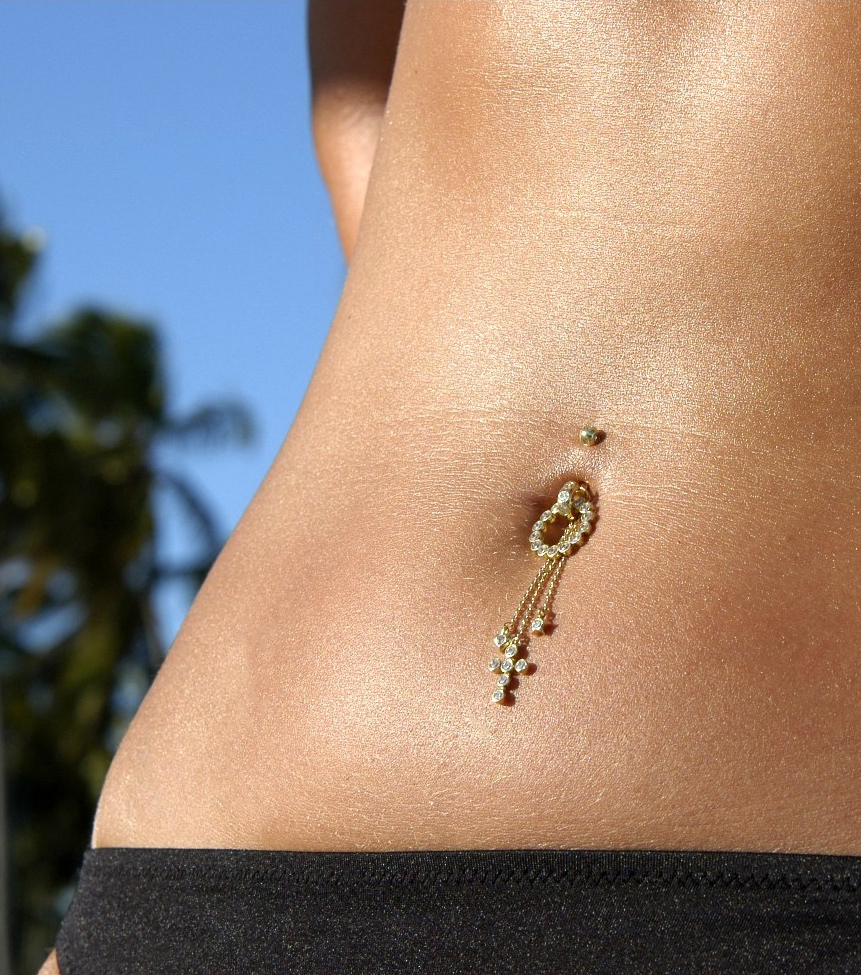
Uma mulher com um piercing no umbigo

Deixar o umbigo a mostra foi durante muito tempo um tabu na sociedade ocidental, já que o umbigo era considerado um estímulo visual erótico. Para se ter uma ideia, na década de 1960, muitas atrizes foram censuradas por mostrar seus umbigos na televisão. O exemplo mais famoso é o da atriz Barbara Eden, que fazia o papel de Jeannie na popular série norte-americana Jeannie é um Gênio, que teve que usar uma roupa que cobrisse seu umbigo por ordens dos chefes da rede de televisão.
Atualmente, porém, isso já não é mais um tabu. Na cultura ocidental, por exemplo, algumas pessoas, na maioria mulheres jovens, fazem opção por usar roupas que expõem a região do umbigo. Algumas pessoas, inclusive, fazem aplicação de piercing no umbigo como forma de serem mais atraentes. Mais recentemente, as pessoas passaram a fazer cirurgia plástica no umbigo com o objetivo de deixar essa parte do corpo "esteticamente aceitável".

## Erotismo
O umbigo é usado muitas vezes para o erotismo, além de ser uma zona erógena, devido a alta sensibilidade que existe ao redor de sua área. Muitas pessoas sentem atração pelo umbigo (umbigofilia), e inclusive há um certo fetichismo sobre ele. Existem estudos acadêmicos que indicam que confirmam que, mais do que um acessório estético, o umbigo constitui parte integral do apelo erótico humano. De acordo com o psicólogo Leon F. Seltzer, “o fato de ver o umbigo e a área ao seu redor pode ser muito atraente para um parceiro”.

### Fobia
A onfalofobia é uma fobia associada aos umbigos, e engloba aqueles que não suportam a ideia de ter as suas “cicatrizes umbilicais” tocadas e sentem verdadeiro pavor de olhar para as suas ou as de outras pessoas.